# Campeonato de España de Ciclismo en Ruta 2016
La CXV edición del Campeonato de España de Ciclismo en Ruta se disputó el 25 de junio de 2016 en la localidad de Cocentaina situado al interior de la provincia de Alicante. 
La carrera transcurrió por un circuito de 32 km, la cual se dieron 6 vueltas y que contaría con unos 194km de recorrido y  3600 metros de desnivel. Siendo así uno de los campeonatos más duros de estos últimos años por su exigente recorrido al ser un terreno rompepiernas.
Fue una carrera muy controlada por el equipo Movistar. El corredor local David Belda probó suerte eacapándose y participando en la fuga del día con el corredor murciano Rubén Fernández, con el que finalmente sería alcanzado en los últimos kilómetros  por José Joaquín Rojas, Jordi Simón, Sergio Pardilla y Ángel Vicioso. Finalmente, la prueba se la llevó José Joaquín Rojas, que consiguió llegar en solitario a meta. De esta forma, el ciezano consiguió su segundo campeonato tras el logrado en 2011. En el podio le acompañaron los corredores Ángel Vicioso y Jordi Simón.

## Clasificación final
| \| Clasificación general \| Clasificación general \| Clasificación general \| Clasificación general \| Clasificación general \| \| Ciclista \| Ciclista \| Equipo \| Tiempo \| \| \| --------------------- \| ------------------------ \| --------------------------- \| --------------------- \| --------------------- \| \| 1.º \| José Joaquín Rojas \| Movistar Team \| 4 h 45 min 22 s \| \| \| 2.º \| Ángel Vicioso \| Katusha \| + 7 s \| \| \| 3.º \| Jordi Simón \| Verva ActiveJet \| + 7 s \| \| \| 4.º \| Alejandro Valverde \| Movistar Team \| + 13 s \| \| \| 5.º \| Jesús Herrada \| Movistar Team \| + 13 s \| \| \| 6.º \| Vicente García de Mateos \| Louletano-Hospital de Loulé \| + 13 s \| \| \| 7.º \| Carlos Barbero \| Caja Rural-Seguros RGA \| + 13 s \| \| \| 8.º \| Fran Ventoso \| Movistar Team \| + 13 s \| \| \| 9.º \| Luis León Sánchez \| Astana \| + 13 s \| \| \| 10.º \| Ángel Madrazo \| Caja Rural-Seguros RGA \| + 13 s \| \| |                          |                             |                 |
| |                          |                             |                 |
| |                          |                             |                 |
| Clasificación general |                          |                             |                 |
| Ciclista | Ciclista                 | Equipo                      | Tiempo          |
| 1.º | José Joaquín Rojas       | Movistar Team               | 4 h 45 min 22 s |
| 2.º | Ángel Vicioso            | Katusha                     | + 7 s           |
| 3.º | Jordi Simón              | Verva ActiveJet             | + 7 s           |
| 4.º | Alejandro Valverde       | Movistar Team               | + 13 s          |
| 5.º | Jesús Herrada            | Movistar Team               | + 13 s          |
| 6.º | Vicente García de Mateos | Louletano-Hospital de Loulé | + 13 s          |
| 7.º | Carlos Barbero           | Caja Rural-Seguros RGA      | + 13 s          |
| 8.º | Fran Ventoso             | Movistar Team               | + 13 s          |
| 9.º | Luis León Sánchez        | Astana                      | + 13 s          |
| 10.º | Ángel Madrazo            | Caja Rural-Seguros RGA      | + 13 s          |